# Chapel Royal
Ne doit pas être confondu avec Chapelle royale.
La Chapel Royal est un ensemble vocal britannique qui effectue depuis des siècles le service de musique liturgique pendant les offices et cérémonies religieuses des monarques du Royaume-Uni. Les Gentlemen of the Chapel Royal (ou lay clerks) sont les chantres adultes ayant obtenu par nomination royale la charge de chanter la musique, essentiellement sacrée, pour la cour d'Angleterre. Les enfants (ou boys choristers) assurent les parties aiguës (la ou les parties de soprano). Les chantres (qu'on peut appeler aussi choristes) ont pour fonction principale de chanter les parties vocales situées dans le registre grave (du contre-ténor à la basse). Occasionnellement ils peuvent assurer les fonctions de compositeurs ou diriger l'ensemble. C'est le maître de musique (le maître de chapelle, souvent chantre lui-même ou organiste) qui a ordinairement la charge de diriger l'ensemble et de composer de la musique.

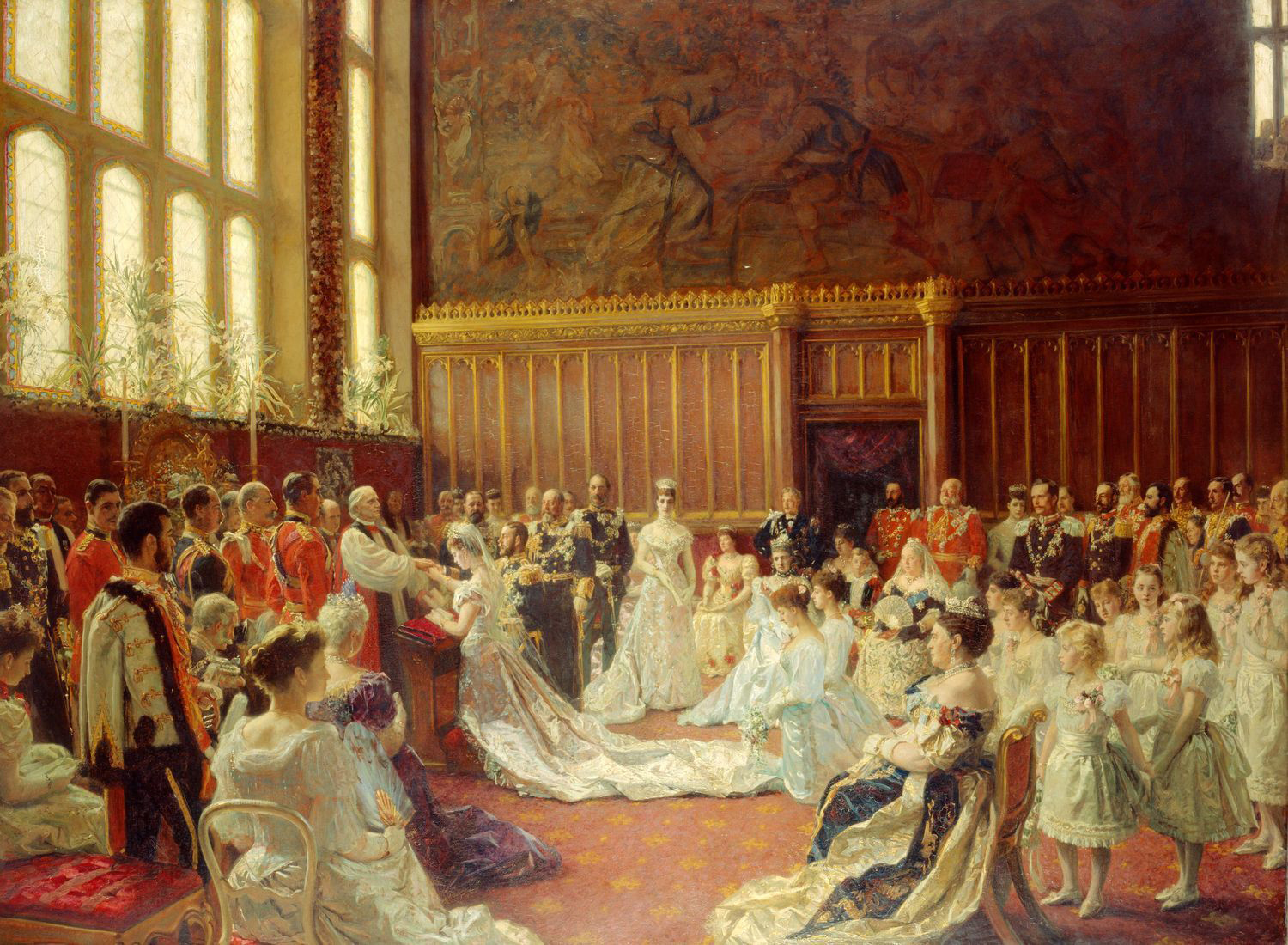
Mariage du prince George et de Mary de Teck au palais Saint James.

Le terme Chapel Royal désigne aussi les chapelles royales du palais Saint James et de Hampton Court, ainsi que la chapelle de la Tour de Londres et la Savoy Chapel.